# Rafał Omelko
Rafał Omelko (né le 16 janvier 1989 à Wrocław) est un athlète polonais, spécialiste du 400 m.
Depuis le 4 mars 2018, il est l'actuel codétenteur du record du monde en salle du relais 4 x 400 m en 3 min 01 s 77, réalisé avec ses coéquipiers polonais lors de la finale des championnats du monde en salle de Birmingham.

## Biographie
Il remporte la médaille de bronze du relais 4 × 400 m lors des Championnats d'Europe 2014 à Zurich. Son record est de 45 s 66, réalisé le 30 juillet 2014 à Szczecin.
Le 4 mars 2017, Omelko devient vice-champion d'Europe en salle à l'occasion de l'Euro indoor de Belgrade en 46 s 06, record personnel. Il devance le Néerlandais Liemarvin Bonevacia (46 s 26, NR) mais est battu par le double tenant du titre tchèque Pavel Maslák (45 s 77, EL).
Le 25 août 2017, il décroche la médaille de bronze de l'Universiade à Taipei en 45 s 56.
Le 4 mars 2018, en finale de relais 4 x 400 m des championnats du monde en salle de Birmingham, Zalewski et ses coéquipiers remporte la médaille d'or devant l'équipe des États-Unis, invaincue sur la discipline depuis 2003, et battent à cette occasion le record du monde en salle en 3 min 01 s 77, améliorant l'ancien record de 3 min 02 s 13 des américains datant de 2014. Les Polonais réalisent l'exploit des championnats, puisqu'aucun des quatre membres du relais n'a un record sous les 46 secondes au 400 m en salle, et surtout de battre l'équipe américaine.
Il met un terme à sa carrière le 13 avril 2021, pour des raisons de santé.

## Palmarès
| Date | Compétition                       | Lieu        | Résultat | Épreuve       | Temps         |
| ---- | --------------------------------- | ----------- | -------- | ------------- | ------------- |
| 2013 | Universiade                       | Kazan       | 4e       | 400 m         | 45 s 69       |
| 2014 | Championnats du monde en salle    | Sopot       | 4e       | 4 × 400 m     | 3 min 4 s 39  |
| 2014 | Championnats d'Europe             | Zurich      | 3e       | 4 × 400 m     | 2 min 59 s 85 |
| 2015 | Championnats d'Europe en salle    | Prague      | 3e       | 400 m         | 46 s 26       |
| 2015 | Championnats d'Europe en salle    | Prague      | 2e       | 4 × 400 m     | 3 min 2 s 97  |
| 2015 | Championnats d'Europe par équipes | Tcheboksary | 3e       | 4 × 400 m     | 3 min 1 s 24  |
| 2015 | Universiade                       | Gwangju     | 3e       | 4 × 400 m     | 3 min 7 s 77  |
| 2016 | Championnats d'Europe             | Amsterdam   | 6e       | 400 m         | 45 s 67       |
| 2016 | Championnats d'Europe             | Amsterdam   | 2e       | 4 × 400 m     | 3 min 1 s 18  |
| 2017 | Championnats d'Europe en salle    | Belgrade    | 2e       | 400 m         | 46 s 08       |
| 2017 | Championnats d'Europe en salle    | Belgrade    | 1er      | 4 × 400 m     | 3 min 6 s 99  |
| 2017 | Relais mondiaux de l'IAAF         | Nassau      | 4e       | 4 x 400 m     | 3 min 22 s 26 |
| 2017 | Championnats d'Europe par équipes | Lille       | 2e       | 400 m         | 45 s 53       |
| 2017 | Championnats d'Europe par équipes | Lille       | 4e       | 4 x 400 m     | 3 min 3 s 86  |
| 2017 | Championnats du monde             | Londres     | 7e       | 4 x 400 m     | 3 min 1 s 59  |
| 2017 | Universiade                       | Taipei      | 3e       | 400 m         | 45 s 56       |
| 2018 | Championnats du monde en salle    | Birmingham  | 1er      | 4 x 400 m     | 3 min 1 s 77  |
| 2018 | Coupe du monde                    | Londres     | 2e       | 4 x 100 m     | 3 min 2 s 81  |
| 2018 | Championnats d'Europe             | Berlin      | 5e       | 4 x 400 m     | 3 min 2 s 27  |
| 2019 | Championnats d'Europe par équipes | Bydgoszcz   | 4e       | 400 m         | 46 s 40       |
| 2019 | Championnats d'Europe par équipes | Bydgoszcz   | 3e       | 4 x 400 m     | 3 min 2 s 56  |
| 2019 | Championnats du monde             | Doha        | 5e       | 4 x 400 mixte | 3 min 12 s 33 |

## Records
| Épreuve    | Épreuve      | Performance | Lieu      | Date           |
| ---------- | ------------ | ----------- | --------- | -------------- |
| 400 mètres | En plein air | 45 s 14     | Amsterdam | 7 juillet 2016 |
| 400 mètres | En salle     | 46 s 08     | Belgrade  | 4 mars 2017    |